# Драматичен театър „Владимир Трандафилов“
Драматичен театър „Владимир Трандафилов“ се намира в град Видин. Носи името на актьора Владимир Трандафилов.

## История
През 1879 г. във Видин е основано Благотворително театрално дружество „Вида“. Първите представления са в тъй нареченото „Народно кафене“ в Болярската махала.
През 1919 г. в града се установява професионална актьорска трупа от 16 драматични актьори, начело с режисьора Панталей Хранов, към които се присъединяват 9 души местни актьори любители и трупата става 25 души – 8 жени и 17 мъже. През 1953 г. театърът е одържавен и до 1968 г. носи името Народен театър – Видин, а по-късно през периода 1969 – 1971 г. – Драматичен театър – Видин. С Указ на Министерския съвет през 1972 г. е преименуван на Драматичен театър – „Владимир Трандафилов“ – Видин.
През 1964 г. по случай 400 години от рождението на Шекспир във Видин се провежда първата Шекспириада в България. 
През 1973 г. по повод 300-годишнината от рождението на Молиер се организират Молиерови театрални дни.
От 1959 г. до 1962 г. акад. Хачо Бояджиев е директор и режисьор в Драматичен театър - Видин. 
От сцената на Видинския театър започва творческия път на Иван Димов, Константин Кисимов, Спас Джонев, както и Роза Попова, Надя Гълъбова, Матьо Македонски, Петко Атанасов, Болгар Багрянов, Жана Жендова, Адриана Андреева, Христо Куновски, Димитър Манчев, Венцислав Кисьов, Иван Балсамаджиев, Иван Григоров, Венко Колев, Мара Чапанова, Златка Тодорова, Атанас Въжаров, Владо Белперчинов, Димитър Грънчаров, Василка Върбанова, Панайот Янев, Христо Курдов, Таня Трендафилова, Димитър Босев...

## Сграда на театъра
Сградата на Театър „Вида“ е построена през 1891 г. със средства, събирани от фонд Постройка на театър „Вида“, основан през 1887 г. от инициативен комитет. Това е първата построена сграда в България по европейски образец специално за театрални нужди. Има обширен салон, партер, ложи и галерии, голяма сцена, оркестрална и остъклен покрив.
Първоначалният вътрешен изглед на залата наподобявал Миланската скала по своето разположение – с ложите и галерията. Местата над ложите в галерията били разположени амфитеатрално. Първият ред в галериите под балкона се състоял от 12 ложи – 6 отляво и 6 отдясно, а в средата, точно срещу сцената, била „централната“ или „царската ложа“. Във всяка ложа били поставени по 6 стола, а в „централната“ – 12. Покривът на театъра бил стъклен, а осветлението било с газови лампи.
Откриването на театъра е направено в навечерието на новата 1891 г. с общи покани за цялото видинско гражданство.
Дългогодишният директор и актьор във Видинския театър Петко Петков разказва: "Има един много интересен факт. Малко еврейско момченце отива на откриването на театъра, вървят по улицата с дядо си и баба си и пита "Дядо, чия е тази голяма сграда?". Дядото му казва - "Както за нас е Синагогата, за Българите е Църквата, а за Турците - Джамията, така за всички нас, за всички нас, е Театъра".

## Театърът днес
Видинският драматичен театър има широк репертоар, като представя на своите сцени – на собствената в театралната сграда и на лятната в замъка „Баба Вида“, не само класически и съвременни български и чуждестранни спектакли, но и такива за деца. Участва в редица международни театрални фестивали – в Сърбия, Румъния, Молдова.